# Seigneurie de Montsoreau
La seigneurie de Montsoreau est une ancienne seigneurie française du Val de Loire, en Anjou. Elle est centrée sur le village de Montsoreau et ses environs 

## Histoire

### Origines
Les premières mentions écrites d'une occupation du site, sous le nom de domaine de Restis, datent du VIe siècle. Néanmoins, les fouilles archéologiques du talus situé au sud de l'actuel château, ont mis au jour un fût de colonne cannelée provenant d'un édifice antique (vraisemblablement romain). De même, la présence de mobilier gallo-romain directement aux abords confirme une occupation plus ancienne du site. L'installation de ce site antique relativement étendu demeure mal connu, mais s'explique par sa situation géographique extrêmement privilégiée, directement en bords de Loire.

### Donation de la seigneurie
Le comte Eudes Ier de Blois établit une forteresse aux environs de 986 à un emplacement stratégique, un château bas construit sur un rocher de tuffeau, entouré par la Loire, et surplombé par un coteau de tuffeau. Le plateau situé au-dessus du coteau comportait vraisemblablement un château haut. Cette forteresse ne sera prise que par deux fois, avant 1001 par Foulques III Nerra, et en 1156 par Henri II Plantagenêt. Lorsque le comte d'Anjou Foulques Nerra prend la forteresse aux environs de l'an 1000, et afin de fixer les frontières de l'Anjou, il donne la forteresse Montsoreau et les terres alentour à son plus fidèle vassal Gautier de Montsoreau (Galterius de Monte-Sorello). Pour la première fois de son histoire, l'Anjou comportera une seigneurie châtelaine. Ce choix, lui-même stratégique, assure à Foulques Nerra que cet emplacement sera défendu, non plus comme habituellement par un chevalier militaire, mais par un seigneur propriétaire.

### Statut de la seigneurie
L'agglomération de Montsoreau, s'est développée autour du château primitif, un texte édité par l'érudit André Salmon (1854), Narratio de commendatione Turonice, mentionne Monte-Sorelli parmi les villes fortifiées et peuplées aux environs de 1050.
Hormis la propriété de la seigneurie, les droits et devoir afférents à celle-ci ne sont pas clairement établis. Néanmoins, quelques pistes de réflexions permettent de donner une image de l'autonomie relative de cette seigneurie. Il est intéressant de noter que : 
- Gautier de Montsoreau signe une charte en tant que princeps catholicissimus (prince très-catholique).
- Lui et ses descendants développeront un réseau d'abbayes catholiques sur leur territoire, telles l'abbaye de Fontevraud, l'abbaye de Seuilly, ou la collégiale Saint-Martin.
- À partir du XIIe siècle, un tonlieu est attesté sur la seigneurie[5].

La seigneurie de Montsoreau, sera transformée en baronnie puis en comté au XVe siècle.

## Géographie
Le territoire de la seigneurie de Montsoreau s'étendait sur les communes :
- Allonnes (Maine-et-Loire)
- Beuxes (Vienne)
- Candes (Indre-et-Loire)
- Cinais (Indre-et-Loire)
- Châtellenie du Coudray Montpensier
- Couziers (Indre-et-Loire)
- Lerné (Indre-et-Loire)
- Roiffé (Vienne)
- Saint-Citroine
- Saint-Just / dive (Maine-et-Loire)
- Seuilly (Vienne)
- Thizay (Indre-et-Loire)
- Vaugrizières
- Vézière (Vienne)

## Liste des seigneurs de Montsoreau

### Maison de Montsoreau

Blason de la famille de Craon

- Gautier Ier (° 950 † après 1001), fidèle du comte Foulques Nerra, dont :
  - Guillaume Ier (° 985), probablement son fils, épousa Gilbergare, dont :
    - Gautier II (° 1010 † après 1060), probablement son fils, épousa Mabille, fille ou parente d'Isembart du Lude ?, dont :
      - Guillaume II ou Ier (° 1040 † avant 1087), fils aîné, épousa en premières noces une inconnue (Arsenis ?) puis en secondes noces Hersende de Champagne, dont du 1er lit :
        - Gautier III ou Ier (° 1070 † après 1129) épousa Grécie de Montreuil-Bellay, petite-fille de Berlai II de Montreuil-Bellay et veuve de Gelduin de Doué, dont :
          - Guillaume III ou II (° 1110 † après 1171), dont : 
            - Guillaume IV ou III (°1140 † après 1198) épousa en premières noces Ferronis (d'où : Gautier qui suit), et en secondes noces Constance, dame de Brain et La Coutancière, dont du 1er lit :
              - Gautier IV ou II (° 1170 † après 1229) épousa en premières noces Ermengarde, en deuxièmes noces Tiphaine de Maumusson et en troisièrmes noces Marguerite de Trèves, dont du 2e lit (plutôt que du 3° car le prénom Tiphaine revient dans la descendance) :
                - Ferronis/Ferrie de Montsoreau.

### Maison de Montbazon
- Pierre II Savary († après 1238), seigneur de Montbazon, Co(u)lombiers/Villandry, et de Bois-Robert à Savonnières, gendre du précédent par sa femme Ferronis/Ferrie de Montsoreau, dont :
  - Pierre III (° 1215 † après 1271), fils de Pierre II, x Mélis(s)ende, dont :
    - Geoffroy Savary dit Payen (° 1250 † après 1302) épousa Jeanne/Yolande de Vendôme (° 1255 † 1302), fille probable de Bouchard V, comte de Vendôme et de Marie de Roye, dont : 
      - Barthélemi Ier (° 1280 † 1347), qui acquiert vers 1330 Savonnières, épousa la capétienne Marie, fille de Robert II de Dreux-Beu, dont :  
        - Barthélemi II Berthelon, Berthin (° 1310 † ~1362/1364), épousa une femme inconnue, ou bien Jeanne de Maulévrier ? : père de Barthélemy III († 1349 prédécédé ; est-ce plutôt lui qui semble épouser Jeanne de Maulévrier, fille de Guillaume II de Maulévrier et de Marie de Maillé ?),
        - Renaud (° 1325 † après 1383) : on lui donne généralement deux épouses, 1re Eustache/Eustachie fille d'Aimeric d'Anthenaise, puis 2e Jeanne/Aléonor de Craon (ca. 1330-ca. 1385), dernière fille de Maurice VI ou VII de Craon et de Marguerite de Mello-Saint-Bris, dame de Jarnac et Ste-Hermine (cf. l'article Dreux). Longtemps, Eustache d'Anthenaise, épouse d'un Renaud de Montbazon, a été présentée comme la mère de l'héritière Jeanne de Montbazon, mais il semble certain que cette dernière était en fait la fille de Jeanne de Craon. Eustach(i)e d'Anthenaise pourrait être : soit effectivement la 1re femme de Renaud de Montbazon (mais sans postérité connue), soit la mère de Renaud (donc la/une femme de Barthélemi II, ce dernier pouvant aussi être nommé Renaud, comme son fils), voire la femme d'un autre Renaud, alias Barthélemi (III), le fils aîné prédécédé de Barthélemi II (de plus, si Eustachie est une ancêtre directe des Montsoreau à venir, comme souvent affirmé, deux solutions sont possibles : soit elle est bien la femme de Barthélemy II Renaud et la mère de Renaud, soit elle est la femme de Barthélemy III Renaud, père et non frère aîné de Renaud de Montbazon : ce dernier serait alors né vers 1340 et non 1325, et les générations seraient très rapprochées, mais ce n'est pas impossible...).

### Maison de Craon
- Guillaume II de Craon (° 1350 ou 1342/1345 ; † vers 1409/1410), vicomte de Châteaudun et seigneur de Marcillac, gendre du précédent, épousa en 1372 Jeanne de Montbazon, fille héritière de Renaud ci-dessus et veuve de Simon de Vendôme-Montoire (fils cadet du comte Bouchard VI de Vendôme), dame de Montbazon, Montsoreau, Villandry/Colombiers, Savonnières, du Brandon, Marnes et Moncontour (par son père Renaud), de Sainte-Maure, Nouâtre, Ferrière-Larçon, Verneuil, Pressigny (par son arrière-grand-mère Isabelle de Ste-Maure-Pressigny-Marcillac), et de Châteauneuf et Jarnac (par sa grand-mère maternelle Marguerite de Mello-Saint-Bris), dont : 
  - Marie de Craon, dame de Montsoreau, Savonnières, Villandry/Co(u)lombiers, Marnes et Moncontour, et de Jarnac, Précigny/Le Grand Pressigny, Verneuil-sur-Indre, Ferrière-Larçon, épousa en premières noces le 4 mars 1396 Maurice Mauvinet, bailli de Chartres, puis en secondes noces vers 1404 Louis Ier Chabot, seigneur de La Grève et Chantemerle

Blason de la famille Bouchet de Sourches

### Maison de Chabot[8]
- Louis Ier Chabot, (° vers 1370 † <1422), seigneur de La Grève, de Chantemerle et du Petit château de Vouvant, seigneur de Montsoreau, fils de Thibault Chabot et d'Amicie de Maure, épousa vers 1404 Marie de Craon, dont : 
  - Thibaud VII (° 1400 † 1428/29 - Patay), seigneur de Montsoreau, épousa le 21 juin 1422 Brunissende d'Argenton. dont :
    - Louis II Chabot de La Grève (1423 † vers 1480), seigneur de Montsoreau, de La Grève, du Grand-Pressigny, de Savonnières et Villandry/Co(u)lombiers. En février 1450, il céda les deux domaines de Montsoreau et de la Coutancière, à son beau-frère Jean II de Chambes, en compensation de diverses sommes qu'il lui devait à la suite d'emprunts,
    - Jeanne Chabot, dame de Montsoreau et d'Argenton-Château, épousa le 17 mars 1445 Jean II de Chambes.

### Maison de Chambes
- Jean II de Chambes (° 1405 † 1474/1476), fils de Bernard de Chambes et de Sybille de Montenay, seigneur de Montsoreau, épousa le 17 mars 1445 Jeanne Chabot, dame de Montsoreau et d'Argenton, d'où : 
  - Jean III de Chambes (° 1445 † 1515/1518), seigneur de Montsoreau, épousa vers 1490 Marie de Châteaubriant, dame du Lion-d'Angers, fille de René de Châteaubriant et d'Hélène, fille de Robert VII d'Estouteville et dame du Tronchoy/du Tronchay, d'où : 
    - Philippe de Chambes (° 1500 † >1561), seigneur de Montsoreau, épousa le 30 janvier 1530 Anne de Laval-Loué, († 16 octobre 1557 et inhumé à Saint-Pierre de Retz), baronne de Ponchâteau, fille de Gilles Ier, baron de Loué, dont :
      - Jean IV de Chambes (après 1530 † 1575 - Etréchy), gouverneur de Saumur et de Fontenay, catholique fanatique et seigneur cruel, Ier baron en 1560 puis comte de Montsoreau en 1573, sans postérité,
      - Charles de Chambes (° 27 novembre 1549 - château de Challain † 1621), comte de Montsoreau, chambellan et Grand-veneur de François d'Anjou-d'Alençon, épousa en 1576 Françoise de Maridor (° vers 1558 † 24 septembre 1620 - château d'Avoir), veuve de Jean de Coesme de Lucé, dame d'Avoir, la Dame de Monsoreau d'Alexandre Dumas, d'où : 
        - René de Chambes (° vers 1585/1587 † 1649 en Angleterre), comte de Montsoreau, colonel d'infanterie tourné en mauvais sujet, condamné à mort pour faux-monnayage et faux-saunage, il s'enfuit en Angleterre en 1634, épousa en 1617 Maria de Fortia du Plessis-Fromentières, dont : 
          - Bernard de Chambes (° 1622 † 1684), chevalier, seigneur et comte de la Fressonnière, comte de Montsoreau, épousa Geneviève (de) Boivin (° 1612 † 1684 - château d'Avoir), dont :
            - Marie-Geneviève de Chambes (° vers 1639 † 25 novembre 1715), dame de Montsoreau et de la Coutancière.

### Maison du Bouchet de Sourches
- Louis François Ier du Bouchet (° 1639 - Paris † 4 mars 1716 Paris et inhumé dans l'église des Jacobins, rue Saint-Honoré), fils unique de Jean du Bouchet, marquis des Sourches, et de Marie Nevelet, chevalier, marquis des Sourches, comte de Montsoreau, prévôt de l'hôtel du roi, par démission de son père en sa faveur, et grand prévôt de France, épousa le 21 septembre 1664 dans l'église de Courgains[9] Marie Geneviève de Chambes, dame de Montsoreau († 25 novembre 1715), dont :
  - Louis Ier du Bouchet (° 6 juillet 1666 † 5 mai 1746 - Versailles[10]), marquis de Sourches et du Bellay, comte de Montsoreau, seigneur de la Coutancière et d'Abondant, grand prévôt de France, épousa le 14 février 1706 Jeanne Agnès Thérèse de Pocholles du Hamel († 28 décembre 1723), d'où :
    - Louis II du Bouchet (° 24 novembre 1711 et baptisé le 5 décembre 1711 dans l'église de Notre-Dame de Versailles † 9 avril 1788), grand prévôt de France et lieutenant général des Armées, comte de Montsoreau, marquis de Sourches et du Bellay, et de Tourzel par sa 2e union le 17 août 1741 avec Marguerite Henriette Desmarets de Maillebois, fille du maréchal Jean-Baptiste François et de Louise Marie Emmanuelle d'Alègre de Tourzel. Louis avait eu un premier mariage le 13 février 1730 avec Charlotte Antonine de Gontaut-Biron (° 1711 † 6 juillet 1740 - au château de Rambouillet[11] et inhumée le 8 juillet 1740 dans l'église des Jacobins), fille du Charles Armand, duc de Biron, maréchal de France, et de Marie Antonine Bautru de Nogent dont du 2e lit : 
      - Louis Emmanuel du Bouchet, marquis de Tourzel, comte de Montsoreau (° 2 décembre 1742 † 22 octobre 1755),
      - Louis François II du Bouchet (° 7 décembre 1744 † 1786 - Fontainebleau d'un accident de cheval), chevalier de Malte, comte de Montsoreau, marquis de Sourches et de Tourzel, grand prévôt de France, épousa le 8 avril 1764 Louise Élisabeth Félicité Françoise Armande Anne Marie Jeanne Joseph de Croÿ d'Havré (° 11 juin 1749 † 1832), fille de Louis Ferdinand Joseph de Croy, duc d'Havré, et de Marie Louise Cunégonde de Montmorency-Luxembourg, dont :
        - Charles Louis Yves du Bouchet (° 27 août 1768 † 4 avril 1815 à la suite d'un accident à la tête), seigneur de Sourches, comte de Montsoreau, marquis de Tourzel et grand-prévôt de France, épousa en 1796 Augustine Eléonore de Pons (1775 † 1843) dont postérité.

  - Louis Vincent du Bouchet (° 6 juillet 1672 et baptisé le 13 septembre 1677 dans l'église de Saint-Sulpice à Paris † 12 février 1751 - Paris et inhumé dans l'église des Jacobins), dit le chevalier de Montsoreau.

En 1789, la marquise de Tourzel, Louise de Croÿ d'Havré, veuve, fut choisie comme gouvernante des enfants de France, partagea la captivité de la famille royale, fut sauvée par un membre de la Commune alors qu'elle était à la Force et se retira au château d'Abondant. En 1816, à la Restauration, elle fut créée duchesse de Tourzel et mourut en 1832. C'est elle qui, propriétaire de Montsoreau, vendit le domaine, terres et château en 1804, de concert avec sa belle-fille, Mlle de Pons. En effet, Charles Louis Yves du Bouchet, son fils, fut exilé à Turin en 1804 à la mort du duc d'Enghien. Il fut le dernier seigneur qui porta le titre de comte de Montsoreau.